# アミルカレ・ポンキエッリ
アミルカレ・ポンキエッリ（伊: Amilcare Ponchielli [aˈmilkare poŋˈkjɛlli], 1834年8月31日 - 1886年1月17日）は、イタリアのオペラ作曲家。
クレモナ近郊の都市に生まれたポンキエッリは、9歳でミラノ音楽院で学び、代表作《ラ・ジョコンダ》などを含むオペラやバレエ、その他様々なジャンルの作品を作曲したが、1886年、急性肺炎のため51歳で急死した。
「ポンキエリ」や「ポンキエルリ」表記もある。

## 来歴

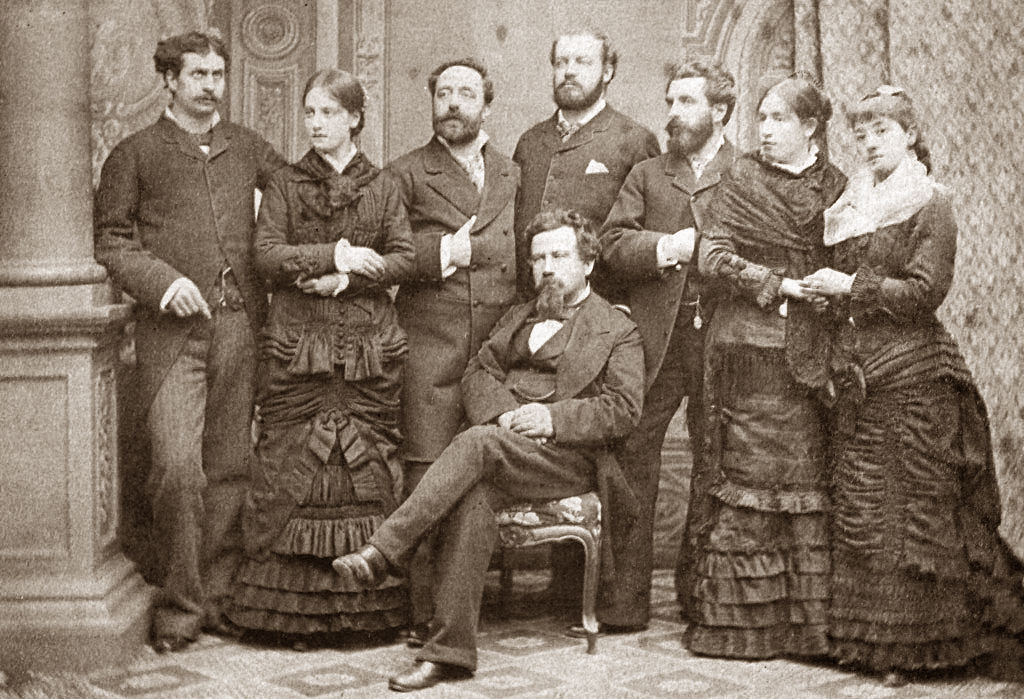
ラ・ジョコンダの初演時の歌手とポンキエッリ（1876年、ミラノ・スカラ座）

当時ロンバルド=ヴェネト王国だったクレモナ近郊のパデルノ・ファゾラーロ（現パデルノ・ポンキエッリ）で教会音楽家の家庭に生まれる。9歳で奨学金を得てミラノ音楽院で音楽を学び、10歳にならずして最初の交響曲を作曲した。音楽院卒業から2年後の1856年に、アレッサンドロ・マンゾーニの有名な小説に基づき最初のオペラ《婚約者 I promessi sposi》を作曲し、8月30日にクレモナで初演して成功したものの、その後の作品では成功することができなかった。
ミラノ音楽院の教授職を活用して、彼は小都市で短期間仕事に就き、いくつかのオペラを作曲していたが、ここでもやはり成功しなかった。失意もあったが、経済的な理由から、1862年、ポンキエッリはピアチェンツァの国家警備隊音楽監督に就任し、1864年からはクレモナの市民楽団の楽団長をつとめ、吹奏楽のための200以上の作品の編曲と作曲をした。ここでの特筆するべき作品は、世界最初のユーフォニアムのための協奏曲『フリコルノ・バッソ協奏曲』（1872年）、パリで人気を収めた バンドのための「ヴェネツィアの謝肉祭」変奏曲、そして祝祭行進曲と葬送行進曲郡であろう。

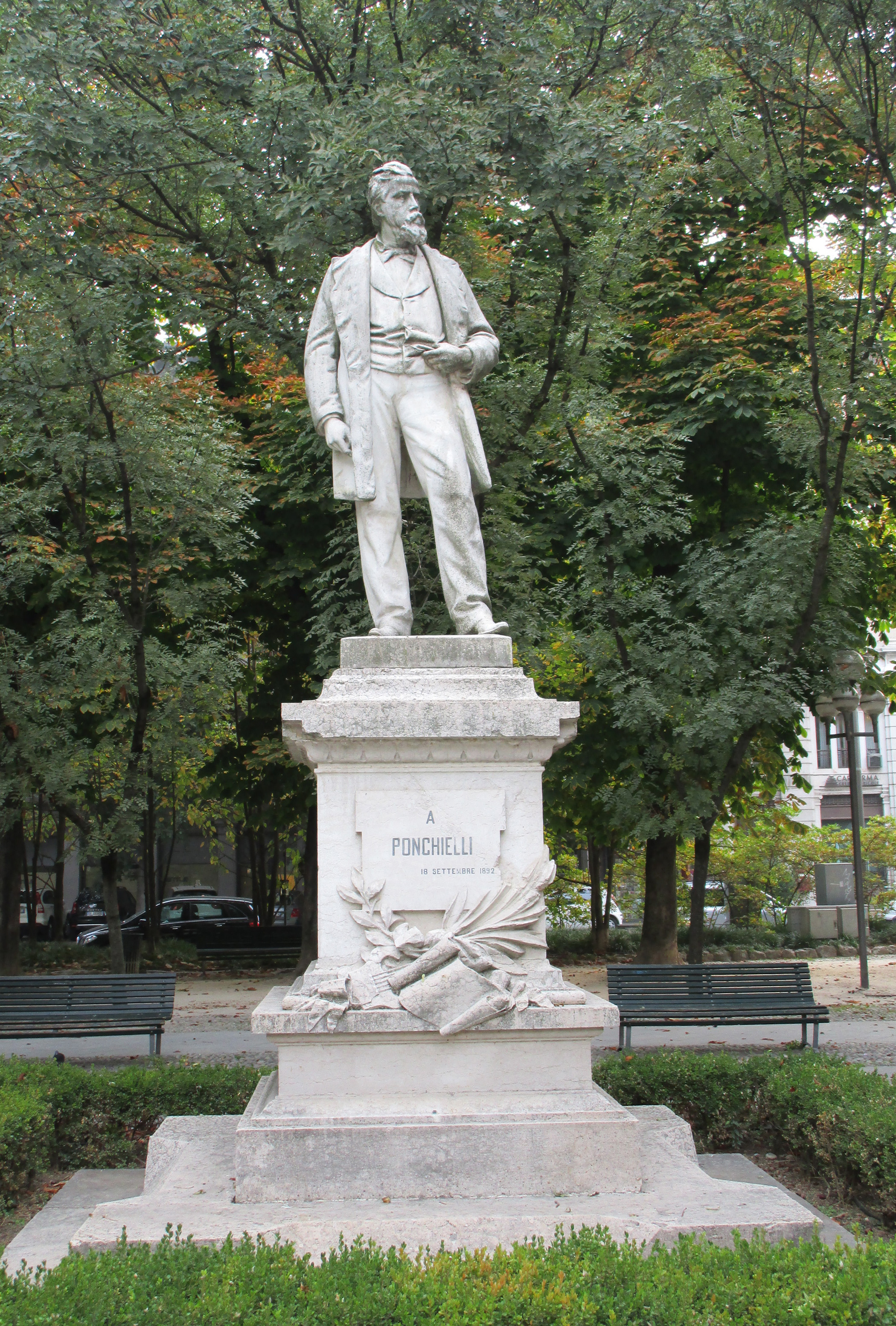
クレモナのポンキエッリの石像

転換点は、1872年における《婚約者》改訂版のミラノ上演で、これによって楽譜出版社リコルディやミラノ音楽院当局ならびにスカラ座と契約を結べるようになったのである。改訂版におけるリナの役は、1874年に結婚した妻のテレジーナ・ブランビッラ（Teresina Brambilla）が歌った。息子のアンニーバレは音楽評論家・作曲家となった。その後はバレエ《二人の双子 Le due gemelle 》（1873年初演）、《2つの双眼鏡 Le due gemelle》（1873年）などのバレエ音楽の佳作によってポンキエッリの名声は確固たるものとなった。次のオペラ『リトアニア人』（1874年）もそこそこの成功を収めたが、配役の面では低評価だった。この曲は1939年に公開される予定だったが、第二次世界大戦のせいで上演は計画倒れとなり、イタリア放送協会がスコアを回収する1979年まで再演されることはなかった。
その次のオペラ作品が最も有名な《ラ・ジョコンダ La Gioconda 》（1876年初演）で、ヴィクトル・ユーゴーの戯曲に基づきアッリーゴ・ボーイトが脚本を書いた。これはヴィクトル・ユーゴーの同名の戯曲を翻案したものである。現在普及しているものは1880年版である。1876年、彼は《ヴァレンツァの森 I Mori di Valenza 》を制作し始めたが、この作曲の始まりは1873年に遡る。このオペラは彼の生前に完成することはなかったが、後に息子とA.カドーラによって完成され、死後の1914年に上演された。
《ラ・ジョコンダ》の後でポンキエッリの音楽的な創意は落ち込んだかのようで、1880年12月26日にスカラ座で上演された『放蕩息子』と、1885年3月17日にスカラ座で上演されたヴィクトル・ユーゴーの戯曲に基づくメロドラマ『マリオン・デロルメ』（4幕）を書いたが、いずれも失敗に終わり、その後のオペラでも《ラ・ジョコンダ》と同じような成功に出くわすことはなかった。ジャコモ・プッチーニ、ピエトロ・マスカーニ、ウンベルト・ジョルダーノなどの新世代の作曲家に大きな影響を与えました。1881年、ポンキエッリはベルガモ大聖堂の楽長に任命され、同年からミラノ音楽院の作曲教授となり、その
1881年にポンキエッリはベルガモ大聖堂の楽長職maestro di cappellaに任命され、1883年から母校ミラノ音楽院で作曲科教授を務めた。門人にはジャコモ・プッチーニ、ピエトロ・マスカーニ、エミリオ・ピッツィ、ジョヴァンニ・テバルディーニらがいた。
1886年、急性肺炎のためミラノにて死去。51歳没。 ヴェルディはポンキエッリの訃報に接し、次のように言った。
可哀想なポンキエッリ、あんなにいい奴だったのに、あんなに立派な音楽家だったのに。
その後ポンキエッリの亡骸はミラノ記念墓地に埋葬された。墓地内には《ラ・ジョコンダ》の台本制作を務めたアッリーゴ・ボーイトも眠っている。ポンキエッリ誕生を記念して、パデルノ・ファゾラーロは、パデルノ・ポンキエッリと改名された。

## 人物
生前ポンキエッリは人気と影響力に非常に恵まれ、拡大されたオーケストラと、より複雑なオーケストレーションを取り入れたにもかかわらず、こんにち定期的に演奏されているオペラは、唯一《ラ・ジョコンダ》だけとなっている。このオペラには、ソプラノの名アリア「私は死のう "Suicidio!"」やバレエ音楽「時の踊り Danza dell' Ore 」が含まれている。

## ギャラリー

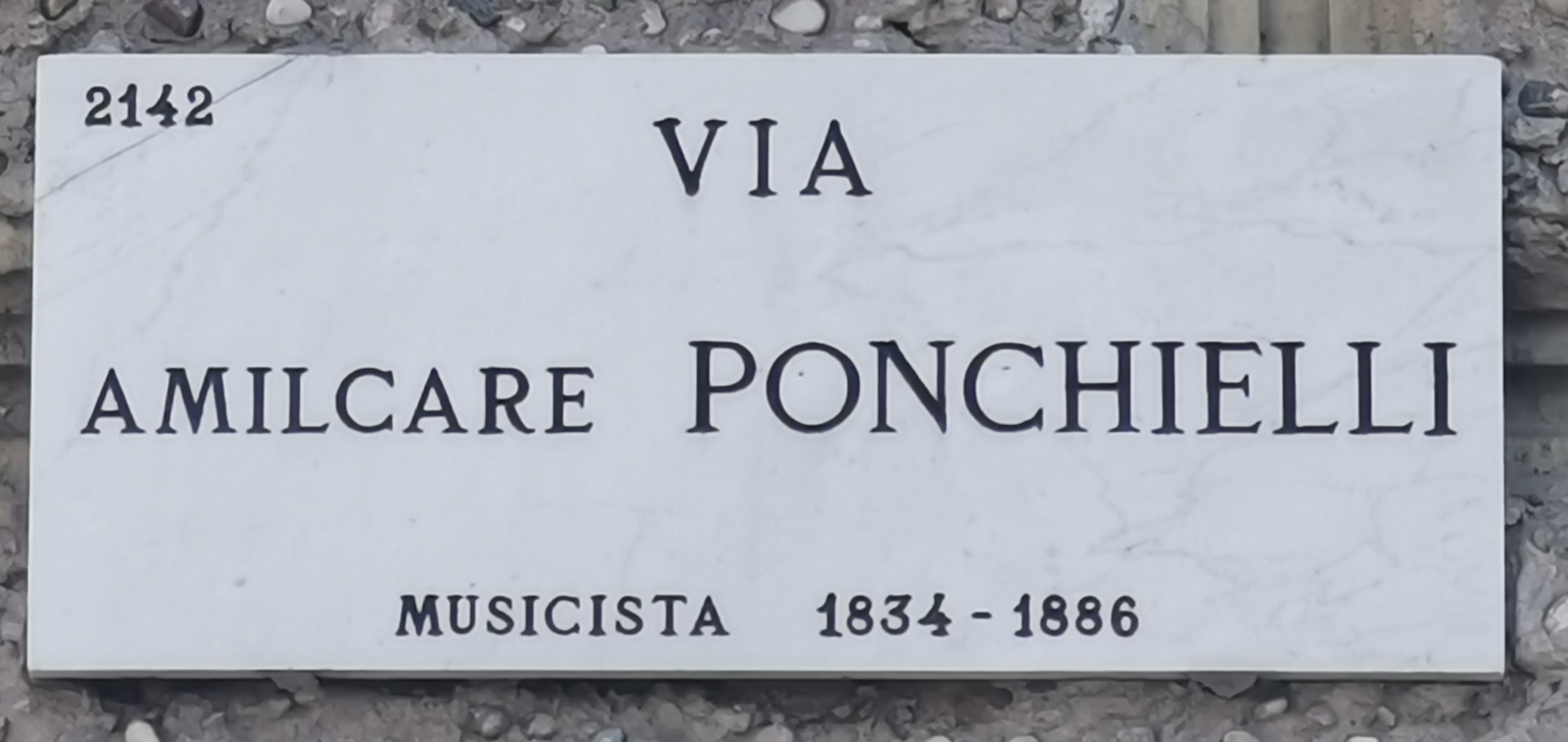
記念プレート
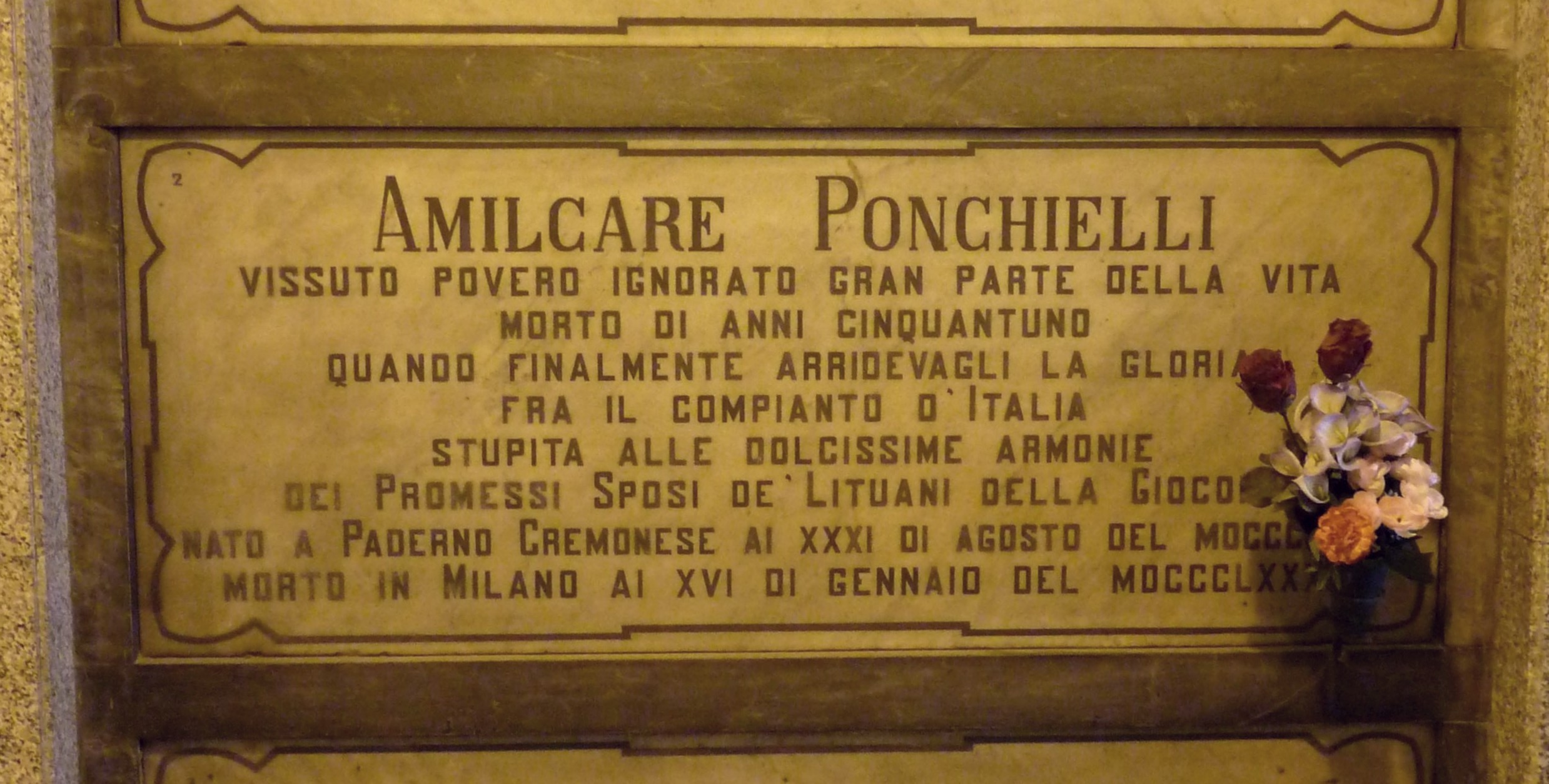
ポンキエッリの墓

## 作品

### オペラ
- 愚人市長 Il sindaco babbeo（学生時代の習作オペラ）
- ベルトランド・ダル・ボルミオ Bertrando dal Bormio（トリノ公演のために作曲、上演は実現せず）
- 婚約者 I promessi sposi （初稿1856年クレモナ初演、改訂稿1872年ミラノ初演）
- リーナ Lina（1877年）
- ゴート族の王ロデリクス Roderico, re dei Goti（1863年）
- いつまでも喋る男 Il parlatore eterno  (1873年、バリトンのためのモノローグ）
- リトアニア人（英語版） I Lituani （初稿1874年、改訂稿1884～5年）
- ラ・ジョコンダ La Gioconda （初稿1876年、1876年4月8日ミラノで初演、改訂稿1880年）
- 放蕩息子 Il figliuol prodigo （1880年）
- マリオン・デロルメ Marion Delorme （1885年）
- バレンシアのムーア人（英語版） I Mori di Valenza （未完。死後、息子とA.カドーラにより補筆。1914年初演）

### その他
ポンキエッリは1864年から1874年までクレモナのバンドマスターとして多数の吹奏楽曲を作曲した。
- オーボエと管弦楽のためのカプリッチョ
- 管弦楽のための悲歌
- トランペット協奏曲 Op.123
- バンドのための「ヴェネツィアの謝肉祭」変奏曲 Op.140[4]
- フリコルノ・バッソ協奏曲 Op.155 （恐らくは世界最初のユーフォニアム協奏曲[5]）
- コルネット協奏曲 Op.198